# Müdrəsə
Müdrəsə è un comune dell'Azerbaigian situato nel distretto di İsmayıllı. Conta una popolazione di 157 abitanti.